# Пунсалмаагійн Очірбат
Пунсалмаагійн Очірбат (монг. Пунсалмаагийн Очирбат; 23 січня 1942, Завханський аймак, Монголія — 17 січня 2025) — монгольський державний діяч, 1-й Президент Монголії (1990—1997).

## Життєпис
Народився в сім'ї селян-кочевників. Випускник Ленінградського гірничого інституту. З 1975 року кандидат технічних наук. Працював інженером-експлуатаційником, у 1967—1972 роках — головний інженер на вугільному розрізі Шарингол. З 1972 року заступник міністра паливно-енергетичної промисловості і геології, з 1976 року — міністр. З 1985 року голова Комітету зовнішньоекономічних зв'язків МНР (пізніше Комітет із зовнішньоекономічних зв'язків і постачання МНР).
21 березня 1990 року в ході руху за демократизацію Монголії був обраний головою Великого народного хуралу і главою держави. 3 вересня 1990 року обраний на засіданні парламенту першим президентом Монголії за підтримки майже всіх політичних сил.
У 1993 році всенародно переобраний на другий термін при незвичайних обставинах. Незважаючи на його особисту високу популярність, правляча партія МНРП висунула кандидатом на виборах редактора партійної газети «Унен» Л. Тудева. Скориставшись цим, дві найбільші опозиційні партії висунули кандидатом Очірбата, і той знову переміг, отримавши близько 57 % голосів.
На виборах Президента Монголії 20 червня 1997 року посів друге місце на президентських виборах.